# مصادر تلوث الهواء المتنقلة

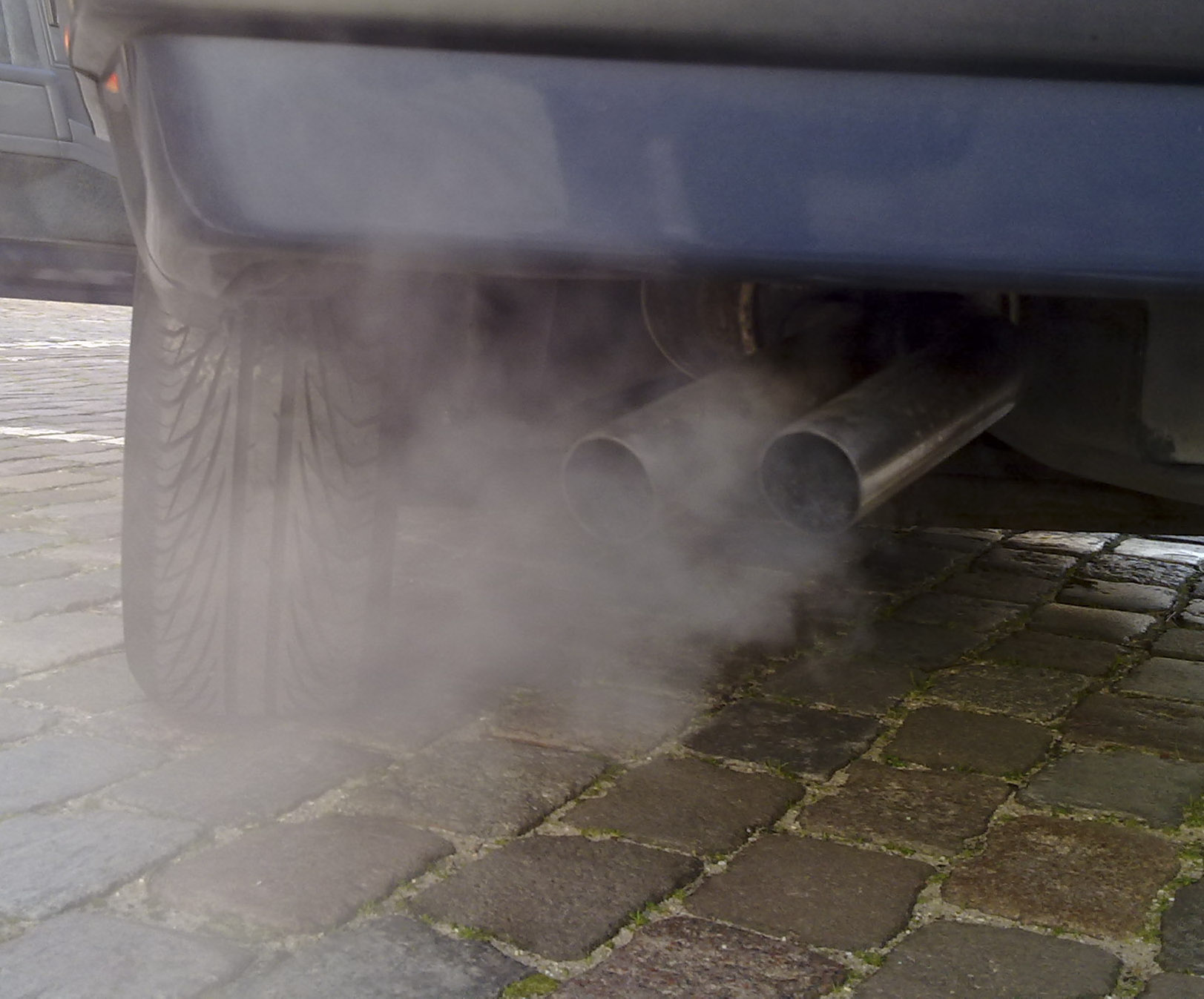
السيارات هي المصادر الرئيسية لتلوث الهواء المتنقل

تلوث الهواء من مصدر متنقل هو أي تلوث للهواء ينبعث من السيارات والطائرات والقاطرات والمحركات والمعدات الأخرى التي يمكن نقلها من مكان إلى آخر. العديد من هذه الملوثات تساهم في التدهور البيئي ولها آثار سلبية على صحة الإنسان. لمنع الأضرار غير الضرورية لصحة الإنسان والبيئة وضعت الوكالات التنظيمية البيئية مثل وكالة حماية البيئة الأمريكية سياسات لتقليل تلوث الهواء من المصادر المتنقلة. ونظرًا للعدد الكبير من المصادر المتنقلة لتلوث الهواء وقدرتها على الانتقال من موقع إلى آخر، تنظم المصادر المتنقلة بشكل مختلف عن المصادر الثابتة (مثل محطات الطاقة). فبدلاً من مراقبة بواعث الانبعاثات الفردية (مثل مركبة فردية) غالبًا ما يتم تنظيم المصادر المتنقلة على نطاق أوسع من خلال معايير التصميم والوقود. من الأمثلة على ذلك معايير وقوانين متوسط الاقتصاد في استهلاك الوقود للشركات [الإنجليزية] التي تحظر استخدام البنزين المحتوي على الرصاص في الولايات المتحدة. أدت الزيادة في عدد السيارات التي يتم قيادتها في الولايات المتحدة إلى جعل جهود الحد من تلوث الهواء من المصادر المتنقلة أمرًا صعبًا، ونتيجة لذلك وُضعت العديد من الأدوات التنظيمية البديلة لتحقيق أهداف الانبعاثات المطلوبة.

## تصنيف واسع
هناك عدد من المصادر المتنقلة المختلفة لتلوث الهواء يساهم بعضها في التلوث أكثر من الآخر. كما ذُكر سابقًا تنظم مصادر التلوث المتنقلة بشكل مختلف عن المصادر الثابتة نظرًا للعدد الكبير لهذه المصادر وقدرتها على الانتقال من موقع إلى آخر. تُأثر المصادر المتنقلة للتلوث بشكل مختلف وتولد أنواعًا ومستويات انبعاث مختلفة. تميز وكالة حماية البيئة بين المصادر المتنقلة من خلال تصنيفها إلى نوعين: إما أنها مركبات تسير على الطرق أو مركبات لا تسير على الطرق، غالبًا ما تخضع المركبات التي تسير على الطرق والمركبات التي لا تسير على الطرق لقوانين مختلفة.

### التلوث من مركبات تسير على الطرق
- سيارات
- الشاحنات الخفيفة والثقيلة
- الباصات
- دراجات نارية

### التلوث من مركبات لا تسير على الطرق
- الطائرات
- زوارق بمحركات (ديزل وبنزين)
- قاطرات ديزل
- وحدات متعددة محركات الديزل
- معدات ثقيلة

## الملوثات الرئيسية للمصدر المتحرك

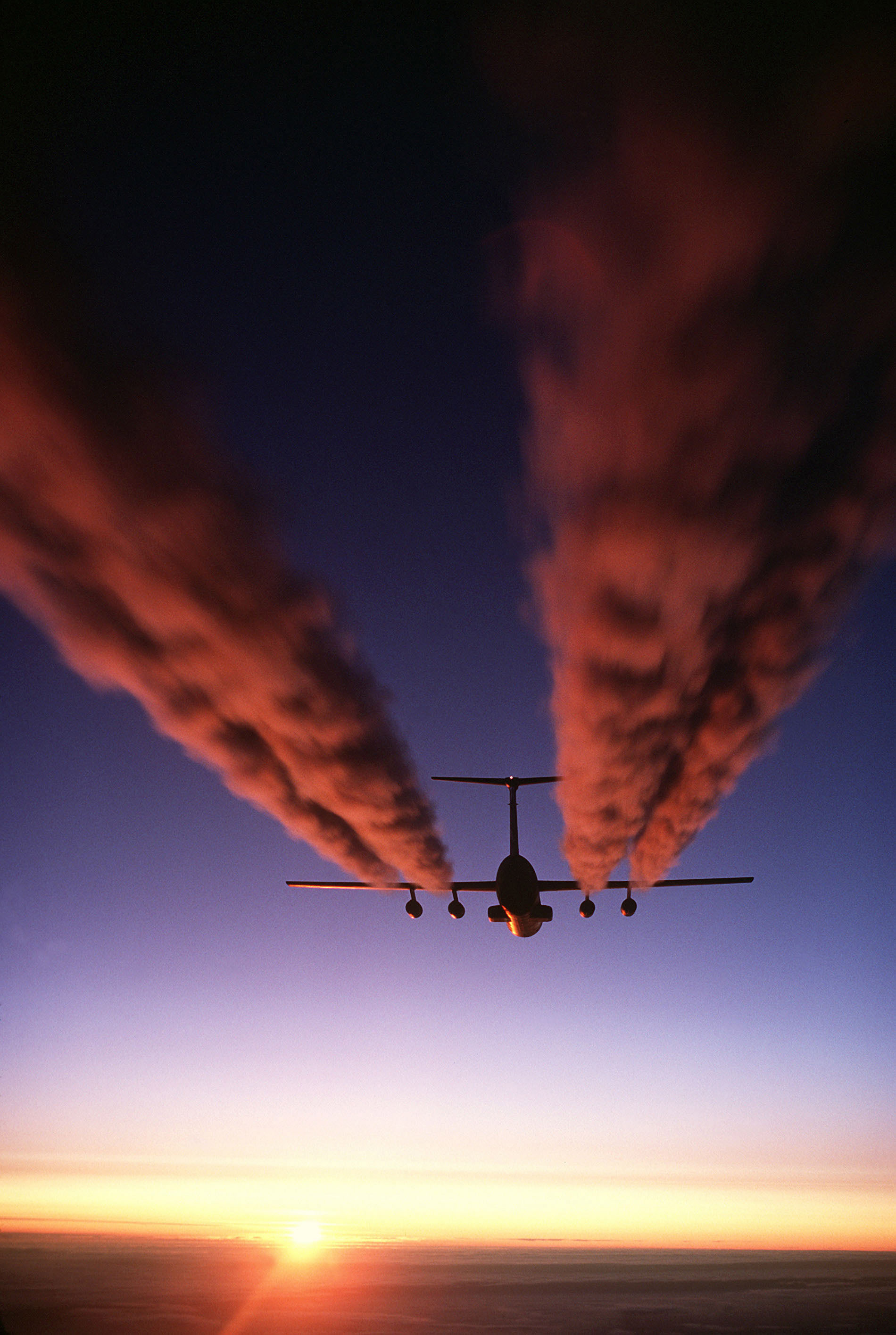
تنتج الطائرات مستويات كبيرة من انبعاثات التلوث

هناك عدد من الملوثات المختلفة التي تنبعث من المصادر المتنقلة. يشكل البعض منها جزءًا كبيرًا من إجمالي تركيز الهواء لهذا الملوث المحدد بينما لا يشكل البعض الآخر قدرًا كبيرًا من إجمالي تركيز الهواء. 
- أول أكسيد الكربون: يتكون أول أكسيد الكربون عندما لا يحترق الكربون الموجود في الوقود تمامًا (الاحتراق غير الكامل). المصدر الرئيسي لأول أكسيد الكربون في الهواء هو انبعاثات المركبات، ما يصل إلى 95 في المائة من أول أكسيد الكربون في المدن الأمريكية يأتي من مصادر متنقلة وفقًا لدراسات وكالة حماية البيئة. يعد أول أكسيد الكربون ضارًا لأنه يقلل من وصول الأكسجين إلى أعضاء وأنسجة الجسم، وهو أشد ضررًا لمن يعانون من أمراض القلب والجهاز التنفسي.[4]
- ثاني أكسيد الكربون: يعد ثاني أكسيد الكربون الذي تطلقه السيارات أحد أكثر الغازات المسببة للاحتباس الحراري. في عام 2006 كانت السيارات مسؤولة عن 23.6٪ من جميع انبعاثات غازات الاحتباس الحراري في الولايات المتحدة. ينتج هذا المركب كناتج ثانوي لاحتراق أي مصدر وقود يحتوي على الكربون.[5]
- أكاسيد النيتروجين: تتشكل أكاسيد النيتروجين عندما يحترق الوقود في درجات حرارة عالية كما هو الحال في محركات السيارات. المصادر المتنقلة مسؤولة عن أكثر من نصف انبعاثات أكسيد النيتروجين في الولايات المتحدة. تعد كل من المصادر المتنقلة على الطرق وغير الطرق من الملوثات الرئيسية لأكسيد النيتروجين، وتشمل هذه المشاكل الأوزون والضباب الدخاني.[6]
- الهيدروكربونات: يعتبر الأوزون على مستوى الأرض ملوث شديد للهواء في المدن في جميع أنحاء الولايات المتحدة ويتم إنتاجه من الهيدروكربونات. يتكون الأوزون على مستوى الأرض (وهو مكون رئيسي للضباب الدخاني) عندما تتفاعل الهيدروكربونات وأكاسيد النيتروجين مع ضوء الشمس، كما ينتج عن تبخر الوقود والاحتراق غير الكامل للوقود انبعاثات هيدروكربونية. تشمل المشكلات الصحية التي يسببها الأوزون على مستوى الأرض صعوبات التنفس وتلف الرئة وضعف أداء القلب والأوعية الدموية.[7]
- الجسيمات المعلقة: الجسيمات الجوية أو الجسيمات المحمولة جواً هي مصطلح يشير إلى الجسيمات الصلبة أو السائلة الموجودة في الهواء. تكون بعض الجسيمات كبيرة أو داكنة بدرجة كافية بحيث يمكن رؤيتها كسخام أو دخان، بينما الجسيمات الدقيقة تكون صغيرة جدًا بشكل عام ولا يمكن رؤيتها بالعين المجردة. تعتبر الجسيمات الدقيقة مصدر قلق على الصحة لأن الجسيمات الدقيقة جدًا يمكن أن تصل إلى أعمق مناطق الرئتين. تشمل الآثار الصحية الربو وصعوبة التنفس أو ألمه والتهاب الشعب الهوائية المزمن خاصة عند الأطفال وكبار السن. [8]
- المواد السامة للهواء: تسرد وكالة حماية البيئة أكثر من 1100 مركب فردي مصنفة على أنها مواد سامة للهواء. تنبعث هذه المركبات من مصادر متحركة، ويرجع ذلك في الغالب إلى الطبيعة الكيميائية لمصدر الوقود. من المعروف أو من المتوقع أن تسبب هذه المركبات أضرارًا جسدية خطيرة بما في ذلك الآثار الجانبية للسرطان والتكاثر والنمو. يمكن العثور على القائمة الشاملة لسموم الهواء المنظمة على موقع الويب الخاص بوكالة حماية البيئة.